# سیارک ۷۸۱۱
سیارک ۷۸۱۱ (به انگلیسی: 7811 Zhaojiuzhang، نامگذاری:1982DT6) هفت هزار و هشتصد و یازدهمین سیارک کشف شده‌است که در ۲۳ فوریه ۱۹۸۲ کشف شد.
قدر مطلق سیارک برابر ۴۰.۷ است.